# الدوري النرويجي الممتاز 2009
الدوري النرويجي الممتاز 2009 (بالنرويجية: Tippeligaen 2009)‏ هو الموسم 65 من  الدوري النرويجي الممتاز. أقيم خلال الفترة 14 مارس 2009 وحتى 1 نوفمبر 2009، وكان عدد الأندية المشاركة فيه  16، وفاز فيه نادي روسنبورغ.